# Трембицкий, Александр Александрович
Александр Александрович Трембицкий (род. 28 октября 1987, Платнировская, Краснодарский край) — сенатор Российской Федерации (с 27 октября 2022 г.) от Законодательного собрания Краснодарского края, заместитель председателя Комитета Совета Федерации по экономической политике.

## Биография
Отец — Александр Вячеславович Трембицкий — руководитель Федеральной службы по экологическому, технологическому и атомному надзору (Ростехнадзор).
В 2012—2014 годах был заместителем главы Кореновского района, в 2014—2016 — возглавлял отдел деревообрабатывающей промышленности министерства промышленности и энергетики Кубани, после два года занимал пост замглавы Геленджика по вопросам промышленности, транспорта и связи.
В 2018 и 2019 годах работал советником генерального директора АО «Черномортранснефть».
С апреля 2019 был заместителем министра ТЭК и ЖКХ края.
В июне 2020 года Александр Трембицкий возглавил Министерство топливно-энергетического комплекса и жилищно-коммунального хозяйства Краснодарского края.
С сентября 2020 года по сентябрь 2022 года Александр Трембицкий был заместителем главы администрации (губернатора) Краснодарского края.